# Romanivka, Brusîliv
Romanivka (în ucraineană Романівка) este localitatea de reședință a comunei Romanivka din raionul Brusîliv, regiunea Jîtomîr, Ucraina.

## Demografie
Componența lingvistică a localității Romanivka
     Ucraineană (97,82%)
     Rusă (2,18%)
Conform recensământului din 2001, majoritatea populației localității Romanivka era vorbitoare de ucraineană (97,82%), existând în minoritate și vorbitori de rusă (2,18%).